# Покровское (Дмитровский городской округ)
Покровское — село в Дмитровском городском округе Московской области России, до 2018 года входившая в состав сельского поселения Большерогачёвское Дмитровского района. Население — 233 чел. (2010). В 1994—2006 годах Покровское было центром Покровского сельского округа. В селе действует Покровская церковь 1834 года постройки.

## Расположение

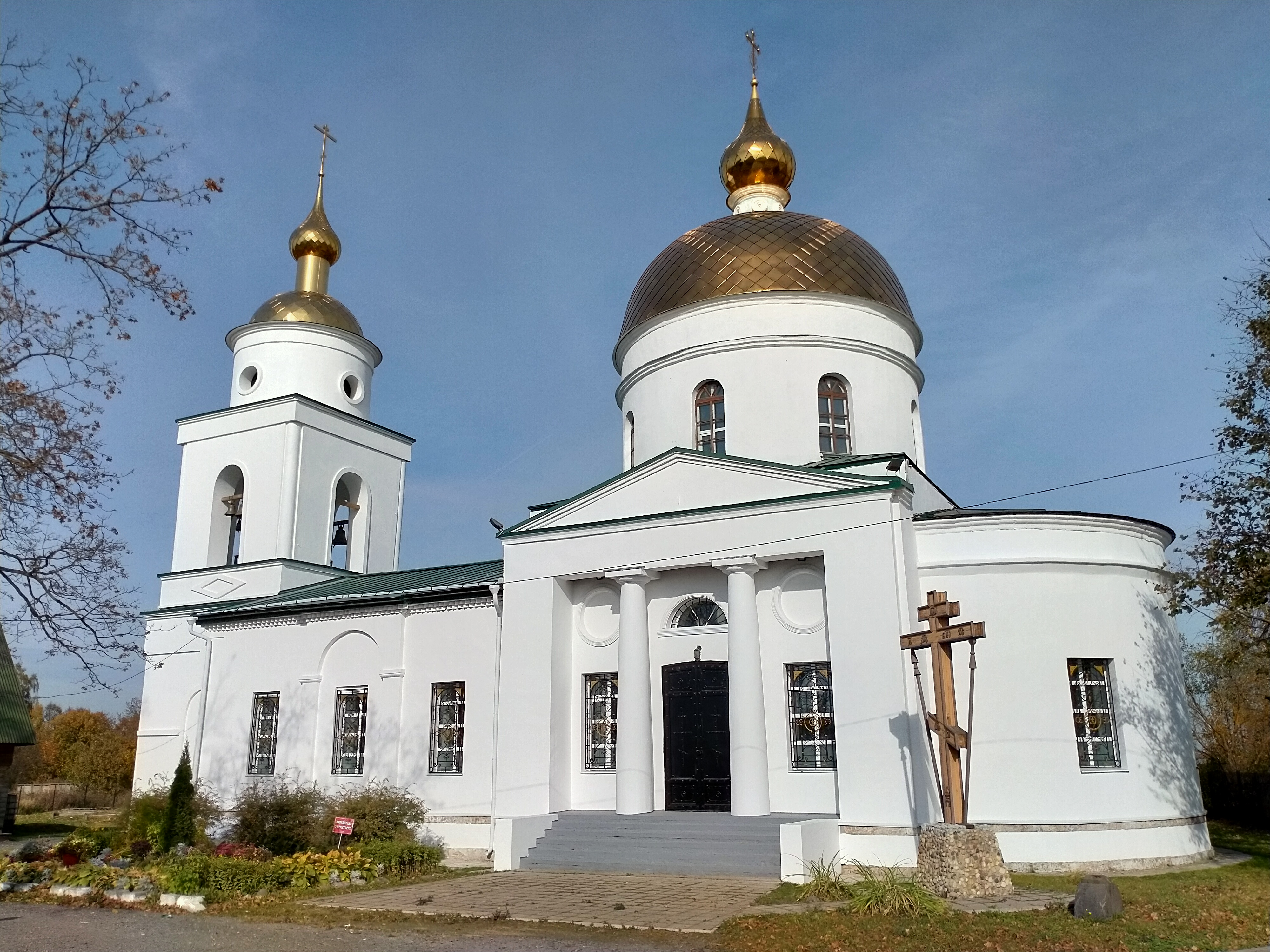
Церковь Покрова Пресвятой Богородицы в с. Покровское

Село расположено в западной части района, у границы с Клинским районом, примерно в 27 км западнее Дмитрова, у истоков безымянного притока малой реки Чернеевки (правый приток Сестры), высота центра над уровнем моря — 173 м.
Ближайшие населённые пункты — Ивлево на юге, Пруды на юго-востоке и Благовещенье на востоке-юго-востоке. Через село проходит автодорога А108 (Московское большое кольцо).

## Население
| 2002 | 2006 | 2010 |
| ---- | ---- | ---- |
| 278  | ↘256 | ↘233 |

## История усадьбы Покровское
Покровское было усадьбой писателя Н. И. Познякова. После его смерти в 1910 г. наследники продали усадьбу Фёдору Яковлевичу Капустину.
С 1883 года Ф. Я. Капустин был коллегой А. И. Попова по Минному офицерскому классу в Кронштадте, где он преподавал курс механической теории тепла. Они стали друзьями, а потом и родственниками. Ф. Я. Капустин женился на сестре А. С. Попова — выпускнице Санкт-Петербургской Академии художеств Августе Степановне Капустиной — Поповой.
Ф. Я. Капустин приходился племянником Д. И. Менделееву (сын его старшей сестры, Екатерины Ивановны Менделеевой) и братом М. Я. Капустину.
В 1885 г. известный профессор гигиены Михаил Яковлевич Капустин (1847—1920) приобрел дом в деревне Бабайки недалеко от Боблова, усадьбы Д. И. Менделеева. В 1899 году в Бобловском доме ученого раздался звон радиоприемника — это «первые русские радиосигналы», посланные Д. И. Менделееву изобретателем радио А. С. Поповым из соседней деревни, пересекли холмистую местность и связали два населённых пункта.
Д. И. Менделеев и А. С. Попов неоднократно посещали Покровское. Федор Яковлевич участвовал в установке радиоточек в Покровском, Бабайках, Клину и окрестных селах. В гости к Капустиным приезжал и известный советский радиотехник Михаил Александрович Бонч-Бруевич.
Ф. Я. Капустин и его жена жил в Покровском, до смерти Ф. Я. Капустина в 1936 году.
У Покровской церкви были захоронены писатель Н. И. Позняков, академик Я. И. Смирнов, его родители Иван Кузьмич Смирнов и Анна Яковлевна Капустина — Смирнова, младшая сестра Д. И. Менделеева Мария Ивановна Попова, внук Менделеева, Анна Попова — мать Анны Ивановны Менделеевой, жены учёного. В настоящее время надгробия утрачены.